# Altzellen
Altzellen ist ein kleiner Weiler in der Gemeinde Wolfenschiessen im Kanton Nidwalden in der Zentralschweiz und zählt ca. 200 Einwohner in 43 Häusern. Der Ort liegt am Fusse des Wellenbergs im Engelbergertal. In zwei Kilometer Entfernung liegt die Bahnstation Grafenort (Gemeinde Engelberg) an der Luzern-Stans-Engelberg-Bahn. 
Der Weiler wurde 1267 als Altzeldun und 1327 als Altseldon erwähnt. Die Kapelle St. Joder (Theodul) ist aus dem 14. Jahrhundert und liegt auf etwa 900 m Höhe. Seit 1850 gehört Altzellen zu Wolfenschiessen. Die Schule von 1879 musste 2008 wegen zu wenig Nachwuchs geschlossen werden. Die Schüler werden seitdem täglich mit dem Schulbus nach Wolfenschiessen gefahren. Jedes Jahr findet im September das traditionelle Äschi-Schwinget statt. In diesem Wettkampf messen sich die besten Ob- und Nidwaldner Nachwuchsschwinger.

## Persönlichkeiten
- Konrad Baumgarten, fiktive Figur, Teilnehmer am Rütlischwur
- Konrad Scheuber (1481–1559), Landammann, Richter und Eremit